# 江島生島事件

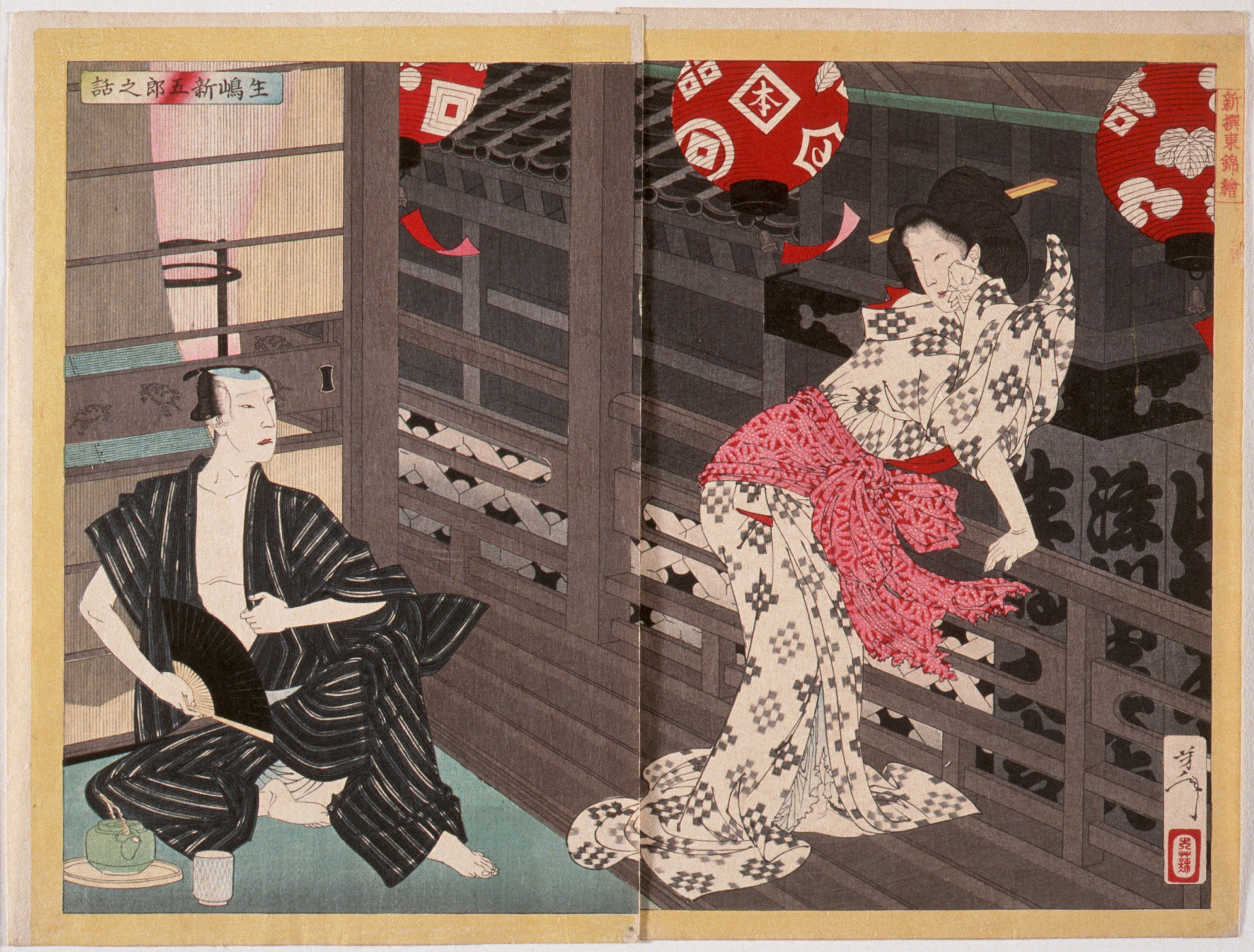
生島新五郎（左）と江島（絵島、右）

江島生島事件（えじま いくしま じけん）は、江戸時代中期に江戸城大奥御年寄の江島（絵島）が歌舞伎役者の生島新五郎らを相手に遊興に及んだことが引き金となり、関係者1400名が処罰された綱紀粛正事件。絵島生島事件、絵島事件ともいう。

## 経緯
正徳4年1月12日（1714年2月26日）、時の徳川家第七代将軍である家継の生母月光院に仕える御年寄・江島は、主人の名代として同じ年寄の宮路と共に上野・寛永寺、芝・増上寺へ前将軍家宣の墓参りに赴いた。その帰途に懇意にしていた呉服商後藤縫殿助の誘いで木挽町（現在の東京都中央区東銀座界隈。歌舞伎座周辺）の芝居小屋・山村座にて生島の芝居を見た。芝居の後、江島は生島らを茶屋に招いて宴会を開いたが、宴会に夢中になり大奥の門限に遅れてしまった。大奥七ツ口の前で通せ通さぬの押し問答をしている内にこの事が江戸城中に知れ渡り、評定所が審理することになった。だが審理する理由は門限に遅れたことではなく、大奥の規律の弛緩を重要視したためとなっており、判決には門限は重要視されなかった。

## 事件後

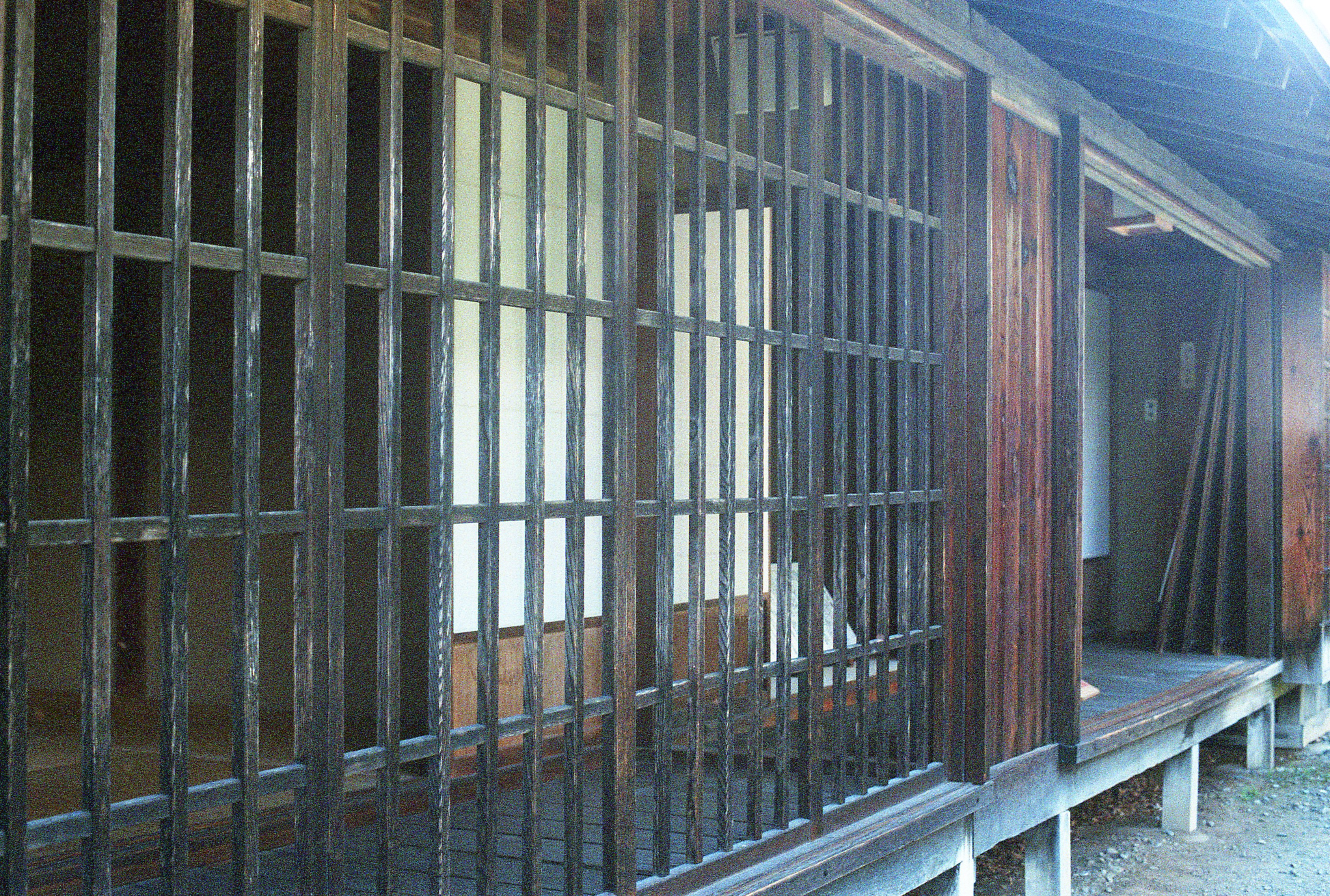
絵島囲み屋敷（長野県伊那市高遠町、伊那市立高遠町歴史博物館）

評定所や江戸中町奉行坪内定鑑・大目付仙石久尚・目付稲生正武らによって関係者が徹底的に調べられ、それにより大奥の規律の緩みが次々と明らかにされた。江島は生島との密会を疑われ、評定所から下された裁決は死一等を減じての遠島（島流し）であったが、月光院の嘆願により、さらに罪一等を減じて高遠藩内藤清枚にお預けとなった。連座して、旗本であった江島の異母兄の白井勝昌は武士の礼に則った切腹ではなく斬首、弟の豊島常慶は重追放となった。江島の遊興相手とみなされた生島は三宅島への遠島、山村座座元の五代目山村長太夫も伊豆大島への遠島となって、山村座は廃座。この巻き添えを食う形で江戸中にあった芝居小屋は簡素な造りへ改築を命ぜられ、夕刻の営業も禁止された。このほか、取り巻きとして利権を貪っていた大奥御殿医の奥山交竹院とその弟の水戸藩士、幕府呉服師の後藤とその手代、さらには材木商らも遠島や追放の処分を受けるなど、大奥の風紀粛正のために多数の連座者が出され、最終的に50人近くの人が罰せられた。
江島は27年間の幽閉（閑居）生活の後、寛保元年（1741年）に61歳で死去。生島新五郎は寛保2年（1742年）2月、徳川吉宗により赦免され江戸に戻ったが、翌年小網町にて73歳で死去。

## 文学と芸能
この事件については、大正元年（1913年）、長谷川時雨の台本『江島生島』が歌舞伎座で初演され、昭和28年（1953年）、東京新聞に連載された舟橋聖一の小説「絵島生島」が巷で評判となり、事件のあらましが世の人々に広く知れ渡った。以降、多くの小説家がこの事件をテーマに小説を執筆、また他にも長唄に詠まれたり、最近では映画やテレビドラマにも取り上げられている。

## 事件にまつわる諸説
- 当時の江戸城大奥に6代将軍・家宣の正室である天英院派と、7代将軍・家継の生母・月光院派の二大勢力があった経緯から、本事件は月光院の失墜を狙った天英院の陰謀であったと言われているが、事件後における月光院の影響力や、大奥勢力の相関関係などが不明であり、また天英院による謀議を裏付ける史料もないため、憶測の域を出ていない[2] 。さらに、この陰謀説に関しては小説や映画などから生まれた創作である可能性もあり、山岸良二も天英院が代参制度を利用して事件化することは、その後に代参が規制対象となる危険性もあり、現実的ではないとしている[3]。
- 月光院が家継の学問の師である新井白石や側用人の間部詮房らと親しく、大奥において月光院派が優勢であったことが（天英院派との関係も含めて）事件の経緯として語られがちだが、江戸幕府の公式史書である『徳川実紀』及び、間部詮房の『間部日記』の記録には、当時の大奥の首座は天英院、月光院は次席であったことが記されており[4][5]、天英院の首座の地位は徳川吉宗が八代将軍就任後も変わっていない。
- 江島が生島を長持の中に入れて大奥に忍び込ませ、逢瀬を繰り返したという話があるが、ただの俗説に過ぎず、当時の史料には書かれていない[6]。
- 生島新五郎については、享保18年（1733年）に流刑地の三宅島で死去したとする説もあり、墓も三宅島にある[7]。

## 関連作品
小説
- 舟橋聖一『絵島生島』 - 映画化・テレビドラマ化もされた。

テレビドラマ
- 大奥 （2003年）

映画
- 大奥（2006年）
- 大奥 浮絵悲恋

漫画
- かぶく者